# 梅尔瑟纳克
梅尔瑟纳克（法語：Mercenac，法語發音：[mɛʁsənak]）是法国阿列日省的一个市镇，属于圣日龙区。

## 地理
梅尔瑟纳克（43°2'25"N, 1°4'39"E）面积13.57 平方千米，位于法国奧克西塔尼大區阿列日省，该省份为法国西南部内陆省份，西部和北部与上加龙省接壤，东临奥德省，东南至东比利牛斯省接壤，南与安道尔和西班牙接壤。
与梅尔瑟纳克接壤的市镇（或旧市镇、城区）包括：巴热尔、贝查特、科蒙、普拉邦雷波、托里尼昂卡斯泰。

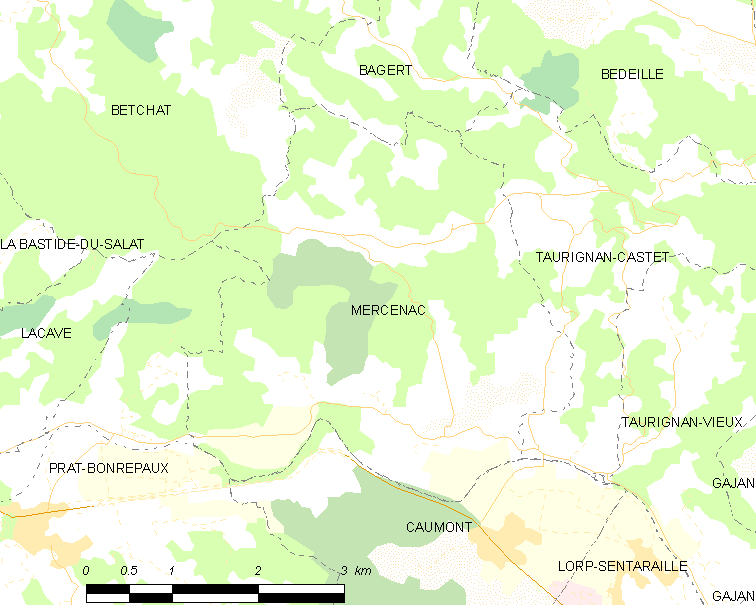
梅尔瑟纳克的OSM定位图

梅尔瑟纳克的时区为UTC+01:00、UTC+02:00（夏令时）。

## 行政
梅尔瑟纳克的邮政编码为09160，INSEE市镇编码为09187。

## 政治
梅尔瑟纳克所属的省级选区为库斯朗谷地县。

## 人口

1962-2008年间梅尔瑟纳克人口变化图示

梅尔瑟纳克于2022年1月1日时的人口数量为352人。